# Condado del Asalto
El condado del Asalto es un título nobiliario español con grandeza de España, concedido por Carlos III el 25 de septiembre de 1763 como «conde del Asalto al castillo del Morro de la Habana», con el vizcondado previo de Casa Olaz, a Francisco González de Bassecourt, marqués de Grigny en Flandes, marqués de González y del Borghetto en Parma. Alfonso XIII concedió a este título la grandeza de España el 5 de julio de 1920, siendo VII conde Ramón de Morenés y García-Alessón.
La denominación del título hace referencia al asalto inglés al castillo del Morro de La Habana, en cuya defensa murió heroicamente el militar español Vicente González de Bassecourt, el 31 de julio de 1762. Como premio a su servicio se concedió el título de conde del Asalto al castillo del Morro de La Habana al hermano del fallecido, Francisco González de Bassecourt.

## Condes del Asalto
|                         | Titular                                                      | Periodo                 |
| Creación por Carlos III | Creación por Carlos III                                      | Creación por Carlos III |
| ----------------------- | ------------------------------------------------------------ | ----------------------- |
| I                       | Francisco González de Bassecourt                             | 1763-1793               |
| II                      | Felipe María Pinel y González Ladrón de Guevara y Bassecourt | 1793-1805               |
| III                     | Antonio María Pinel y Ceballos                               | 1805-1848               |
| IV                      | María de la Concepción Pinel y Ceballos                      | 1848-1848               |
| V                       | Carlos García-Alessón y Pinel                                | 1851-1868               |
| VI                      | María Fernanda García-Alessón y Pardo de Rivadeneyra         | 1871-1911               |
| VII                     | Ramón María Morenés y García-Alessón                         | 1912-1934               |
| VIII                    | Ramón María Morenés y Carvajal                               | 1950-1959               |
| IX                      | Fernando Morenés y Carvajal                                  | 1960-1970               |
| X                       | María Teresa Morenés y Urquijo                               | 1974-actual titular     |

## Historia de los condes del Asalto
- Francisco González de Bassecourt (1720-19 de agosto de 1793), I conde del Asalto,[2]  II marqués de Grigny en Flandes, marqués de González y del Borghetto en Parma, —ambos títulos de las Dos Sicilias—, caballero de la Orden de Santiago, gran cruz de la Orden de Carlos III, teniente general de los Reales Ejércitos, consejero de estado y capitán general de Cataluña.

Casó en primeras nupcias con María Vicenta Valcárcel y Daoiz, camarista de la reina. Sin sucesión. Contrajo un segundo matrimonio con María Josefa Daoiz y Guendica. Sin descendencia, le sucedió su sobrino,  hijo de su hermana Gertrudis González de Bassecourt y de Manuel Francisco Pinel Ladrón de Guevara:
- Felipe María Pinel y González Ladrón de Guevara y Bassecourt (m. 6 de diciembre de 1805), II conde del Asalto.[3][1]

Casó el 26 de noviembre de 1771 con María Carmen de Ceballos y Díaz-Pimienta de Molina Torrezar, marquesa de Ceballos en las Dos Sicilias). Le sucedió su hijo:
- Antonio María Pinel y Ceballos (m. 18 de enero de 1848), III conde del Asalto,[4] marqués de Ceballos en las Dos Sicilias.

Casó el 1 de agosto de 1805 con Francisca de Paula de Ustáriz, III marquesa de Echandía. Sin sucesión. Le sucedió su hermana:
- María de la Concepción Pinel y Ceballos (m. 31 de mayo de 1848), IV condesa del Asalto,[4] marquesa de Grigny. Asimismo, fue marquesa de Borghetto y IV marquesa de Ceballos, ambos títulos de las Dos Sicilias.

Casó el 17 de diciembre de 1804 con Félix García-Alessón y Davalillo, III barón de Casa Davalillo. Le sucedió su hijo:
- Carlos García-Alessón y Pinel (1805-1868), V conde del Asalto,[4] marqués de González y V marqués de Ceballos títulos ambos de las Dos Sicilias y IV barón de Casa Davalillo.

Casó el 7 de noviembre de 1826 con María de los Dolores Pardo de Rivadeneyra y Ruiz de Trocóniz. Le sucedió su hija:
- María Fernanda García-Alessón y Pardo de Rivadeneyra (Madrid, 4 de octubre de 1829-2 de octubre de 1911),[1] VI condesa del Asalto[4] y V baronesa de Casa Davalillo.[1]

Casó, el 30 de marzo de 1858, con Carlos Morenés y Tord, IV barón de las Cuatro Torres. Le sucedió su hijo:
- Ramón María Morenés y García-Alessón (La Nou (Tarragona), 14 de septiembre de 1886-16 de julio de 1934), VII conde del Asalto,[4][1] III marqués de Grigny (por rehabilitación a su favor en 1902), II conde de la Peña del Moro, V barón de las Cuatro Torres, gentilhombre grande de España con ejercicio y servidumbre del rey Alfonso XIII, senador vitalicio, maestrante de Zaragoza, diputado a Cortes por Tarragona.[1]

Casó el 8 de diciembre de 1895 con María Inmaculada de Carvajal y Hurtado de Mendoza (m. 1953), hija de los XVII marqueses de Aguilafuente. El hijo primogénito, Carlos Morenés y Carvajal, vizconde de Alesón, falleció en 1922, antes que sus padres. Le sucedió el segundogénito:
- Ramón María Morenés y Carvajal (Zarauz, 13 de septiembre de 1901-13 de diciembre de 1959), VIII conde del Asalto,[4] VI barón de las Cuatro Torres, vizconde de Alesón.[1] Soltero, le sucedió su hermano:

- Fernando Morenés y Carvajal (La Nou, 20 de septiembre de 1903[1]-10 de marzo de 1970), IX conde del Asalto,[4] IV marqués de Grigny, VII barón de las Cuatro Torres.

Casó el 26 de noviembre de 1934 con María Teresa de Urquijo y Landecho. Le sucedió su hija:
- María Teresa Morenés y Urquijo (n. en 1947), X condesa del Asalto,[4] V marquesa de Grigny, VIII baronesa de las Cuatro Torres.

Casó el 5 de agosto de 1967 con Juan Pedro Domecq y Solís (Sevilla, 1942-Higuera de la Sierra, 18 de abril de 2011).